# Vladimir Petrović

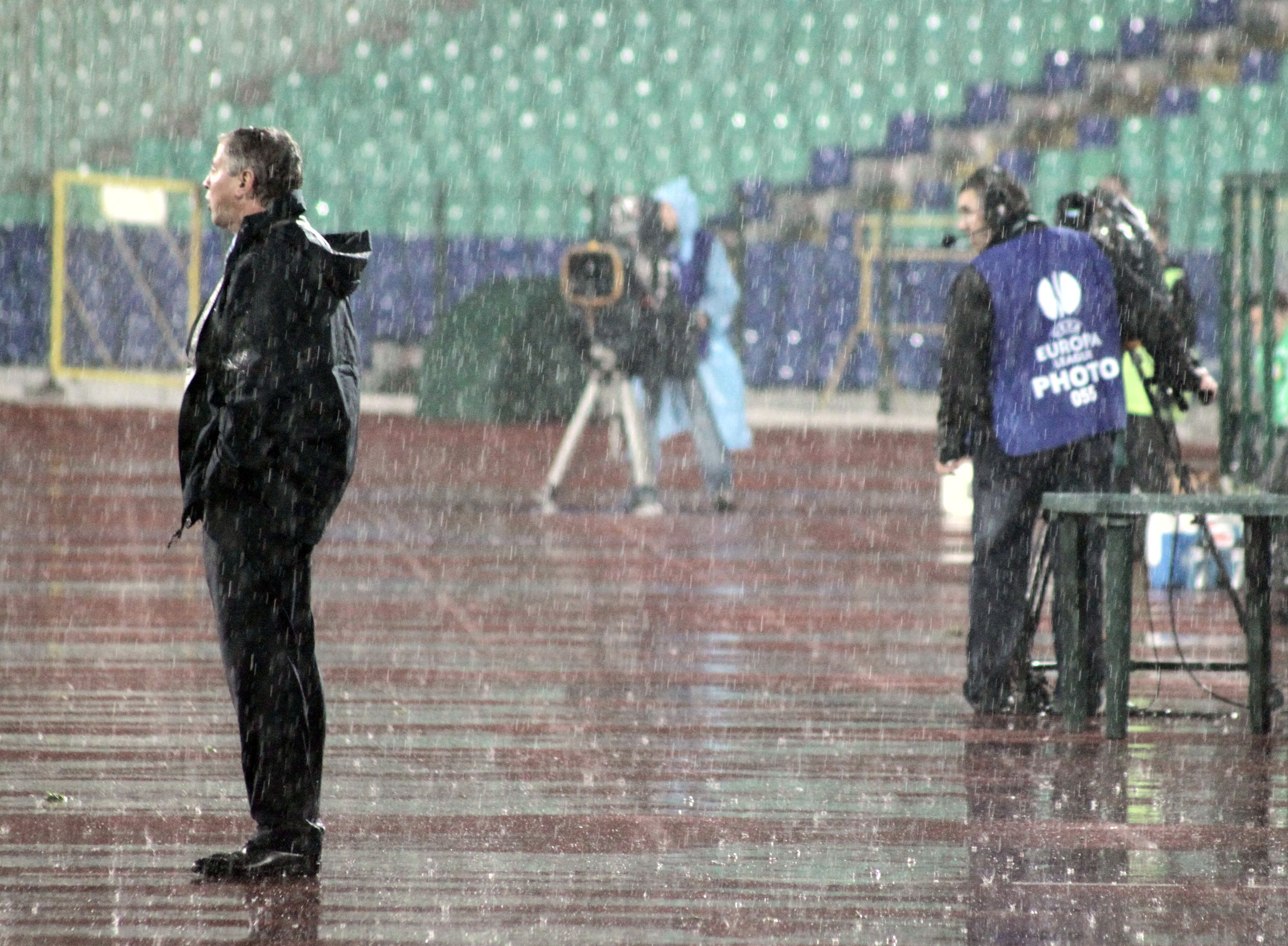
Petrović durant el partit Bulgària - Sèrbia. 17-11-2010, Sofia, Bulgària

Vladimir Petrović (en serbi: Владимир Петровић, 1 de juliol de 1955) és un exfutbolista serbi de la dècada de 1970 i entrenador.
Fou 34 cops internacional amb la selecció iugoslava amb els que participà en els Mundials de 1974 i 1982.
Passà la major part de la seva carrera a l'Estrella Roja de Belgrad. També jugà a Arsenal FC, Brest, AS Nancy, Royal Antwerp i Standard Liège.
També destacà com a entrenador a clubs com Estrella Roja de Belgrad, Dalian Shide o seleccions com Xina, Sèrbia o Iraq.